# Hàm lồi đóng
Trong toán học, một hàm {\displaystyle f:\mathbb {R} ^{n}\rightarrow \mathbb {R} } được gọi là đóng nếu với mọi {\displaystyle \alpha \in \mathbb {R} }, tập dưới mức {\displaystyle \{x\in {\mbox{dom}}f\vert f(x)\leq \alpha \}} là một tập đóng.
Một cách tương đương, nếu trên đồ thị của nó xác định bởi {\displaystyle {\mbox{epi}}f=\{(x,t)\in \mathbb {R} ^{n+1}\vert x\in {\mbox{dom}}f,\;f(x)\leq t\}} là tập đóng, thì {\displaystyle f} là hàm đóng.
Định nghĩa trên áp dụng được cho bất kỳ hàm toán học nào, nhưng được dùng nhiều nhất đối với hàm lồi. Một hàm lồi chính thường là hàm đóng khi và chỉ khi nó nửa liên tục dưới.

## Tính chất
- Nếu{\displaystyle f:\mathbb {R} ^{n}\rightarrow \mathbb {R} } là hàm liên tục và {\displaystyle {\mbox{dom}}f} đóng thì {\displaystyle f} đóng.
- Nếu{\displaystyle f:\mathbb {R} ^{n}\rightarrow \mathbb {R} } là hàm liên tục và {\displaystyle {\mbox{dom}}f} mở, thì {\displaystyle f} đóng khi và chỉ khi nó hội tụ về {\displaystyle \infty } theo mọi chuỗi hội tụ đến một điểm biên của {\displaystyle {\mbox{dom}}f}.[2]
- Một hàm lồi chính thường đóng {\displaystyle f} là cận trên đúng theo từng điểm của tập hợp tất cả các hàm afin {\displaystyle h} sao cho {\displaystyle h\leq f}.